# پایگاه شکاری المندورف-ریچاردسن
پایگاه شکاری المندورف-ریچاردسن (به انگلیسی: Joint Base Elmendorf-Richardson) یک فرودگاه است. این فرودگاه در شهر انکوریج کشور ایالات متحده آمریکا قرار دارد. ستاد فرماندهی نیروی هوایی یازدهم و فرماندهی آلاسکا در این پایگاه قرار دارد.